# 伊勒莱维勒努瓦
伊勒莱维勒努瓦（法語：Isles-lès-Villenoy，法語發音：[il lɛ vilnwa] ⓘ）是法国塞纳-马恩省的一个市镇，属于莫城区。

## 地理
伊勒莱维勒努瓦（48°54'40"N, 2°49'35"E）面积6.97 平方千米，位于法国法蘭西島大區塞纳-马恩省，该省份为法国北部内陆省份，北起瓦兹省，西接埃松省、马恩河谷省、塞纳-圣但尼省和瓦兹河谷省，南至卢瓦雷省，东南接约讷省，东临马恩省和奥布省，东北接埃纳省。
与伊勒莱维勒努瓦接壤的市镇（或旧市镇、城区）包括：维涅利、维勒努瓦、孔代圣利比艾尔、埃斯布利、莱什、马勒伊莱莫。

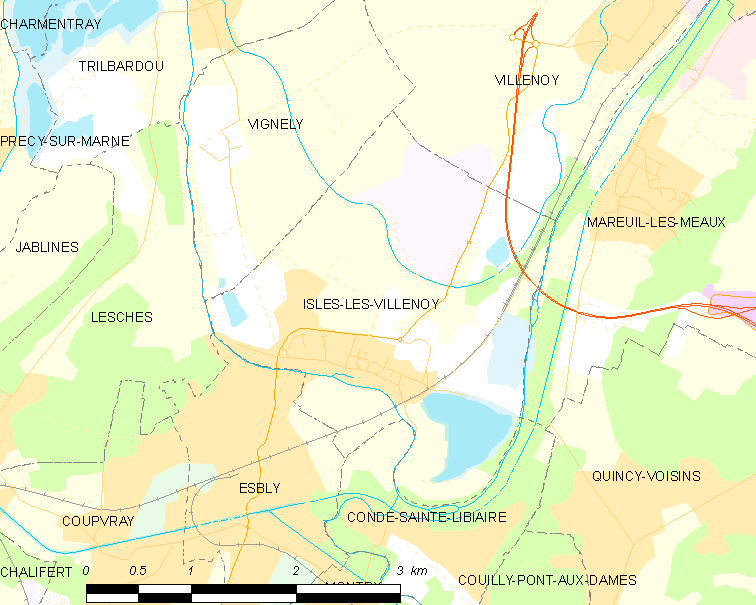
伊勒莱维勒努瓦的OSM定位图

伊勒莱维勒努瓦的时区为UTC+01:00、UTC+02:00（夏令时）。

## 行政
伊勒莱维勒努瓦的邮政编码为77450，INSEE市镇编码为77232。

## 政治
伊勒莱维勒努瓦所属的省级选区为克莱-苏伊县。

## 人口

1962-2008年间伊勒莱维勒努瓦人口变化图示

伊勒莱维勒努瓦于2022年1月1日时的人口数量为1136人。